# Оскар Мехія
Оскар Абреу Мехія (ісп. Oscar Abreu Mejia, нар. 7 грудня 1978) — домініканський футболіст, який грав на позиції воротаря. Відомий за виступами у низці клубів на батьківщині, в сальвадорських клубах «Луїс Анхель Фірпо» та «Атлетіко Марте», а також у клубі «Раф Райдерс» у США. Відомий за виступами у збірній Домініканської Республіки, відзначався забитими м'ячами у відбірковому турнірі Золотого кубка КОНКАКАФ.

## Клубна кар'єра
Оскар Мехія народився у місті Харабакоа. Розпочав виступи в професійних футбольних клубах у 1999 році в складі команди зі свого рідного міста «Баннінтер». У 2001 році грав у США в клубі «Раф Райдерс». З 2001 року Оскар Мехія грав у сальвадорських клубах «Атлетіко Марте» та «Луїс Анхель Фірпо», під час виступів у складі «Атлетіко Марте» відзначився 3 забитими м'ячами.
У 2007 році Оскар Мехія повернувся на батьківщину, де став гравцем клубу «Мока». З початку 2009 року Мехія перейшов до іншого домініканського клубу «Дон Боско», в якому грав до 2013 року. Після кількарічної паузи у виступах у 2018 році грав у складі клубу «Харабакоа», після чого остаточно завершив виступи на футбольних полях.

## Виступи за збірну
У 1999 році Оскар Мехія дебютував у складі збірної Домініканської Республіки. У складі збірної грав у відбірковому турнірі Золотого кубка КОНКАКАФ 2003 року, в якому відзначився 2 забитими м'ячами. Виступав у складі збірної до 2004 року, зігравши у складі збірної 11 матчів.